# 薩氏腔吻鱈
薩氏腔吻鱈，為輻鰭魚綱鱈形目鼠尾鱈科的其中一種，分布於中西太平洋新喀里多尼亞海域，屬深海底棲性魚類，深度412-825公尺，體長可達45公分，棲息在底中層水域，生活習性不明。